# Pedro de Ursúa
Pedro de Ursúa Díaz de Armendáriz (Arizcun (Baztán), Navarra, 1526 -1 de enero de 1561) fue un adelantado y conquistador español. En el Nuevo Reino de Granada, fundó el municipio de Pamplona, actualmente en Norte de Santander, Colombia. Fue asesinado cuando dirigía una expedición por los ríos Marañón y Amazonas. Fue sucedido brevemente por Fernando de Guzmán y, más tarde, por Lope de Aguirre.

## Biografía

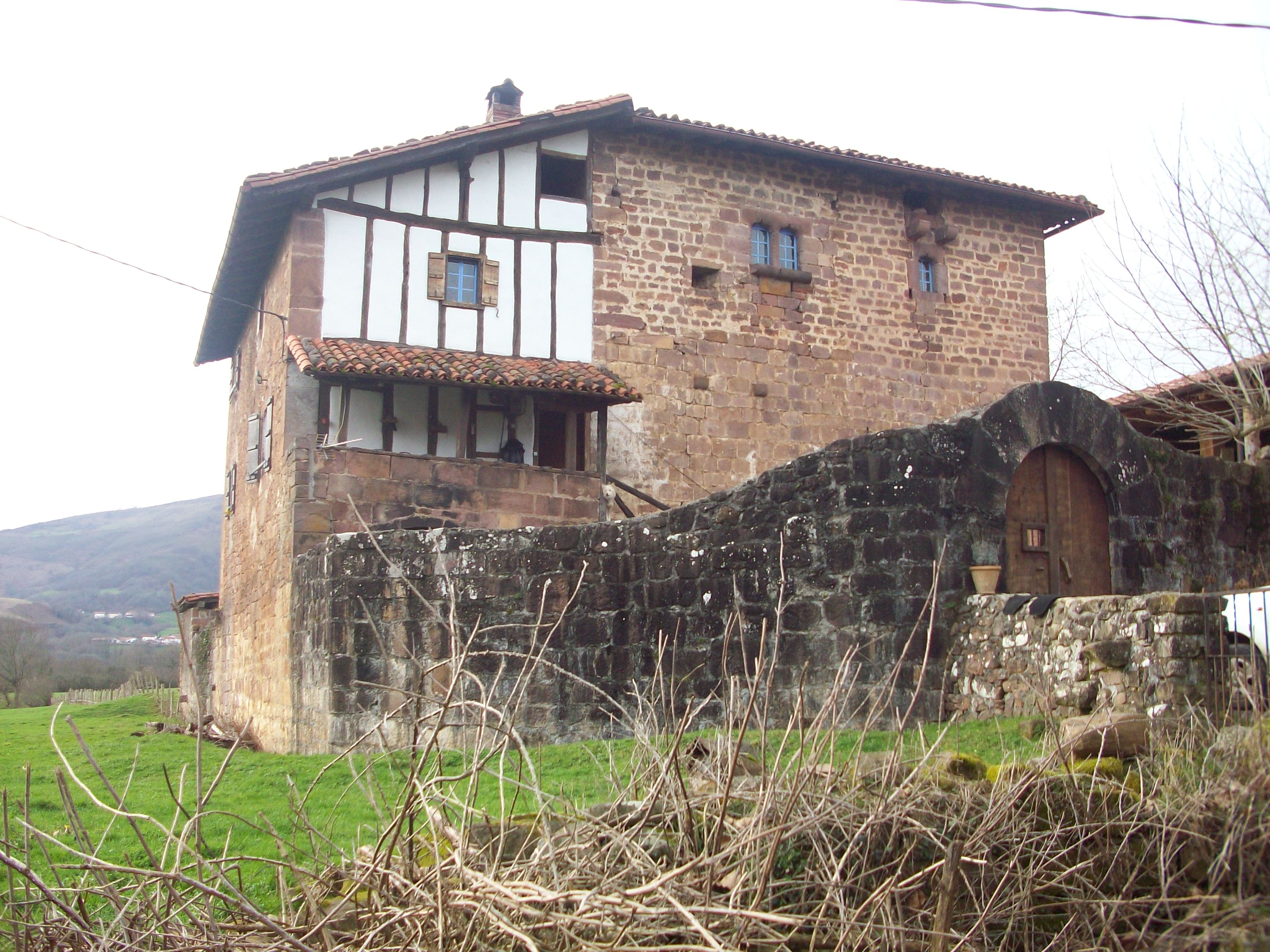
Palacio donde vivió Pedro de Ursúa en Arizcun.

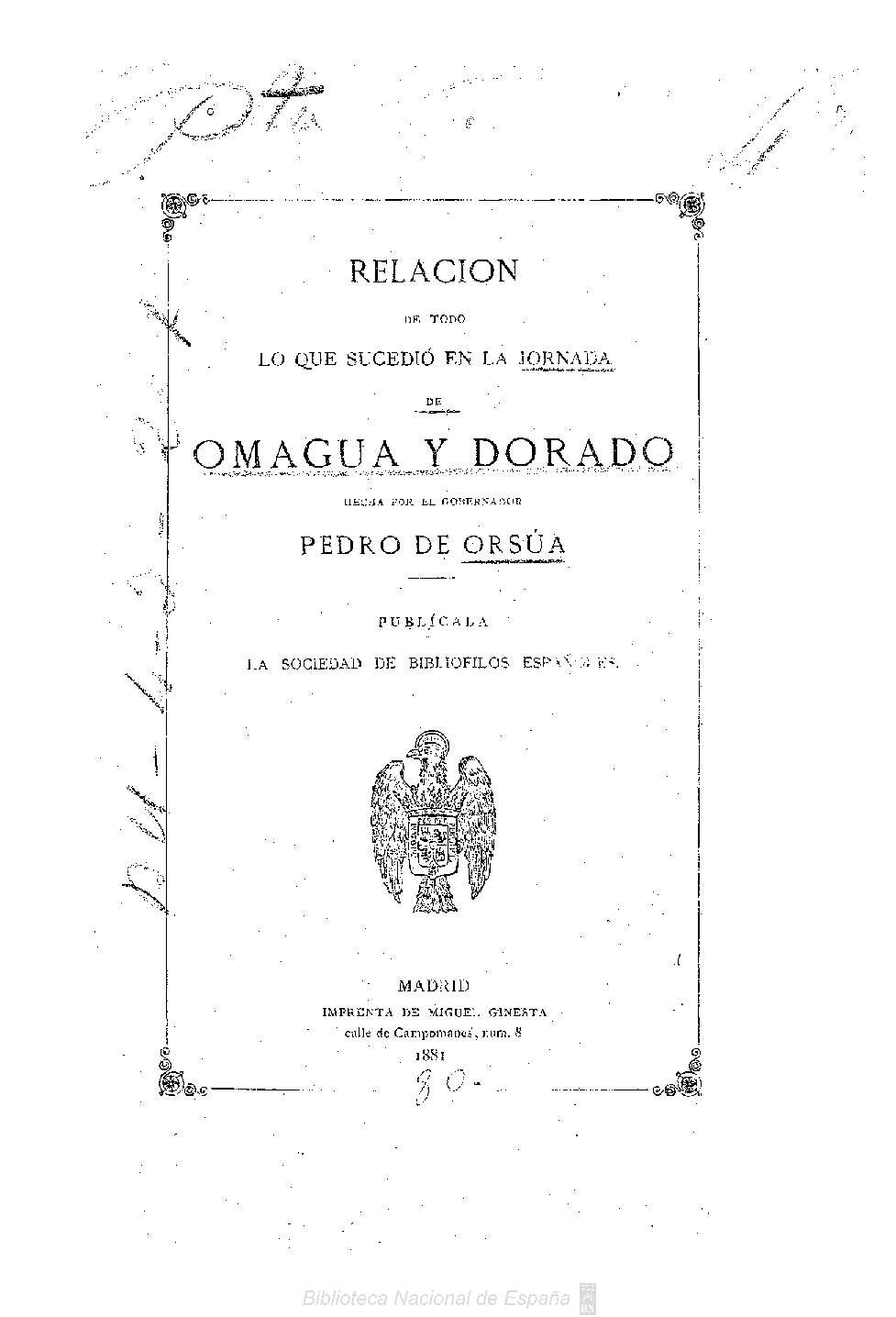
Relación de todo lo que sucedió en la jornada de Omagua y Dorado hecha por el gobernador Pedro de Ursúa

En 1545, fue nombrado teniente de Gobernación del Nuevo Reino por su tío, el juez de residencia Miguel Díez de Armendáriz. Su primer acto de gobierno fue la destitución de Montalvo de Lugo, gobernador encargado en Santa Fe de Bogotá.
Ursúa se destacó en el sometimiento de los panches al suroeste de Santa Fe. Fue enviado en comisión por Armendáriz a reconocer el norte del Nuevo Reino, fundó la villa de Pamplona el 1 de noviembre de 1549. A su regreso a Santa Fe, la recién fundada Real Audiencia lo encarga dominar el país de los muzos. Vencidos los muzos, Ursúa funda la ciudad de Tudela, la cual fue destruida por los indígenas, derrotados poco tiempo después.
Ante las acusaciones contra su tío, Ursúa acepta el cargo de Justicia Mayor en Santa Marta con el objetivo de someter a los tayronas. A su regreso no solo Armendáriz es detenido tras su juicio de residencia, sino que pesan acusaciones sobre el propio Ursúa.
En Nombre de Dios es nuevamente nombrado Justicia Mayor al servicio de Andrés Hurtado de Mendoza, II marqués de Cañete, quien ha sido nombrado nuevo virrey del Perú con el fin de reprimir una rebelión de cimarrones. Tras una agotadora campaña que llevó a una negociación final entre los cimarrones y los españoles, apresan al líder cimarrón Bayano para ser juzgado en España.
Tras el éxito de la expedición, Ursúa acompañó a Hurtado de Mendoza a Lima. Allí organiza una nueva expedición para encontrar El Dorado por el Marañón, descubierto años antes por Francisco de Orellana. Partió acompañado por su amante mestiza, Inés de Atienza. Pero fue asesinado junto con su amante por varios de sus propios expedicionarios, dirigidos por Lope de Aguirre, el 1 de enero de 1561.
Aguirre continuó como jefe de la expedición, proclamándose en rebeldía contra la Corona española.

## Ursúa en la ficción
- Fue interpretado por Ruy Guerra en la película Aguirre, la cólera de Dios de Werner Herzog.
- Es el protagonista de las novelas Ursúa y La serpiente sin ojos, de William Ospina.
- Fue interpretado por Lambert Wilson en la película El Dorado de Carlos Saura.
- Su expedición en busca de El Dorado fue novelada por Ramón J. Sender en La aventura equinoccial de Lope de Aguirre (1964).
- Es uno de los personajes de la novela Lope de Aguirre, príncipe de la libertad, del venezolano Miguel Otero Silva.